# Honda Forza
Honda Forza est une gamme de scooters et motos de 125 à 750 cm3 de cylindrée, commercialisée par l'entreprise japonaise Honda. En France, le scooter de cette gamme est proposé à la vente depuis 2015.

## 125
Le Forza 125 est un modèle de scooter proposé par la firme japonaise Honda depuis 2015.
Il appartient à la catégorie des GT en raison de ses lignes, de sa sportivité ainsi que de son confort.
En 2017, Honda commercialise un modèle revu et corrigé pour la norme Euro 4.
En 2018, les clignotants sont maintenant à led intégré dans des rétroviseurs et le pare-brise esthétiquement revu est  réglable électriquement.
En 2021, les modèles 125 et 350 passent à la norme Euro 5 en accueillant le moteur eSP et se voit équipé d’un antipatinage.

### Ventes en France
|                                   |      | Janvier           | Février           | Mars | Avril | Mai | Juin | Juillet | Août | Septembre | Octobre | Novembre | Décembre | Total |
| --------------------------------- | ---- | ----------------- | ----------------- | ---- | ----- | --- | ---- | ------- | ---- | --------- | ------- | -------- | -------- | ----- |
| Ventes (unités) [réf. nécessaire] | 2015 | Non commercialisé | Non commercialisé | 173  | 1 044 | 839 | 817  | 779     | 352  | 604       | 404     | 328      | 307      | 5 647 |
| Ventes (unités) [réf. nécessaire] | 2016 | 273               | 248               | 400  | 405   | 594 | 990  | 516     | 745  | 599       | 348     | 177      |          | 4 779 |
| Ventes (unités) [réf. nécessaire] | 2017 |                   |                   |      |       |     |      |         |      |           |         |          |          | 6 332 |
| Ventes (unités) [réf. nécessaire] | 2018 |                   |                   |      |       |     |      |         |      |           |         |          |          | 5 200 |
| Ventes (unités) [réf. nécessaire] | 2019 |                   |                   |      |       |     |      |         |      |           |         |          |          | 6 751 |
| Ventes (unités) [réf. nécessaire] | 2020 |                   |                   |      |       |     |      |         |      |           |         |          |          | 5 364 |
| Ventes (unités) [réf. nécessaire] | 2021 |                   |                   |      |       |     |      |         |      |           |         |          |          |       |

- 1er en France en 2015 dans la catégorie des scooters deux-roues (toutes cylindrées confondues) malgré presque trois mois à blanc.[réf. nécessaire]

## Motorisations
|                         | 125                     | 250                    | SH 300                  | NSS 300                 |
| ----------------------- | ----------------------- | ---------------------- | ----------------------- | ----------------------- |
| Cylindres / Soupapes    | Monocylindre 4T         | Monocylindre 4T        | Monocylindre 4T         | Monocylindre 4T         |
| Cylindrée (cm3)         | 124,9                   | 249                    | 279                     | 279                     |
| Puissance maxi          | 15 ch à 9 250 tr/min    | 21,8 ch à 7 500 tr/min | 25,5 ch à 7 500 tr/min  | 25,5 ch à 7 500 tr/min  |
| Couple maxi             | 12,5 N m à 8 250 tr/min | 22 N m à 6 000 tr/min  | 25,7 N m à 6 000 tr/min | 25,7 N m à 6 000 tr/min |
| Boîte de vitesses       | Variateur auto          | Variateur auto         | Variateur auto          | Variateur auto          |
| Vitesse maxi (km/h)     | 118                     | 145                    | 150                     | 145                     |
| 0-100 m (s)             | 9,43                    | 7,9                    |                         |                         |
| Consommation (L/100 km) | 2,29                    | 3,6                    | 3,2                     | 3,8                     |
| Émissions de CO2 (g/km) | 44,3                    | 84                     | 70                      |                         |